# Замочить старушку
«Замочить старушку» (англ. The Ladykillers, игра слов — «Убийцы леди» и «Сердцееды») — классическая чёрная комедия британской компании Ealing Studios, снятая в 1955 году.

## Сюжет
Банда под руководством «профессора» Маркуса (Алек Гиннесс) замышляет ограбление инкассаторов. Чтобы вывезти с вокзала Кингс-Кросс награбленное, они решают воспользоваться одинокой вдовой-старушкой, миссис Уилберфорс. Преступники селятся у неё под видом струнного квинтета. По просьбе профессора старушка соглашается вывезти его «багаж» с вокзала, не подозревая, что он набит награбленной наличностью. Получив деньги и распрощавшись с милой старушкой, преступники покидают её дом.
Однако при захлопывании двери случается несуразная мелочь — и старушка понимает, что её жилец ведёт нечестную игру. Чтобы она не пошла в полицию и замолчала навеки, грабители условливаются «убрать» её. Оказывается, исполнителя «грязной работы» найти не так-то просто. Никто не хочет брать на душу убийство невинной женщины. Гуманизм не доводит бандитов до добра: они истребляют друг друга, а старушка остаётся благополучно доживать свои дни с их деньгами.

## Ремейк
Ремейк этого фильма в 2004 году сняли братья Коэны (роль, сыгранную в оригинальном фильме Алеком Гиннессом, исполнил Том Хэнкс). Фильм Коэнов носит то же название, но в России известен как «Игры джентльменов».

## В ролях
- Алек Гиннесс — профессор Маркус
- Сесил Паркер — майор Клод Кортни
- Питер Селлерс — Гарри Робинсон
- Герберт Лом — Луис Харви
- Дэнни Грин — «Боксёр» Лоусон
- Кэти Джонсон — миссис Луиза Александра Уилберфорс
- Джек Уорнер — суперинтендант
- Филип Стейнтон — сержант

## Награды
В 1957 году автор сценария Уильям Роуз номинировался на премию «Оскар» за лучший оригинальный сценарий. В 1956 году он был награждён премией BAFTA за лучший британский сценарий, а актриса Кэти Джонсон получила эту премию за исполнение главной женской роли в фильме. Кроме того, фильм номинировался на премию BAFTA за лучший фильм и за лучший британский фильм. Комедия заняла 13-е место в списке 100 лучших британских фильмов за 100 лет по версии BFI. По результатам опроса 150 актёров, режиссёров, писателей, продюсеров и критиков, проведенного в 2017 году журналом Time Out, занял 30-е место среди лучших британских фильмов за всю историю.